# Kapuzinerkloster Waldshut
Das Kapuzinerkloster Waldshut ist ein ehemaliges Kloster des Kapuzinerordens in der Stadt Waldshut am Rhein, Deutschland.
Die Grundsteinlegung erfolgte 1654. Die franziskanisch bescheidene materielle Ausstattung, zu der jedoch eine Marienkrönung von Johann Melchior Eggmann, eine umfangreiche Bibliothek und zwei fürstliche Herzbestattungen gehörten, ist verloren beziehungsweise wurde zerstreut. Die Waldshuter Kapuziner waren fest im öffentlichen Leben der Stadt eingebunden. Sie nahmen auch in der Geschichte der Vorderösterreichischen Kapuzinerprovinz eine tragende Rolle ein.
Der seit der Aufhebung von 1821 mehrfach vollständig umgebaute Gebäudekomplex wurde ab 1859 vom Spitalfond Waldshut genutzt, dem späteren Krankenhaus und heutigen Klinikum Hochrhein.

## Geschichte

### Gründung

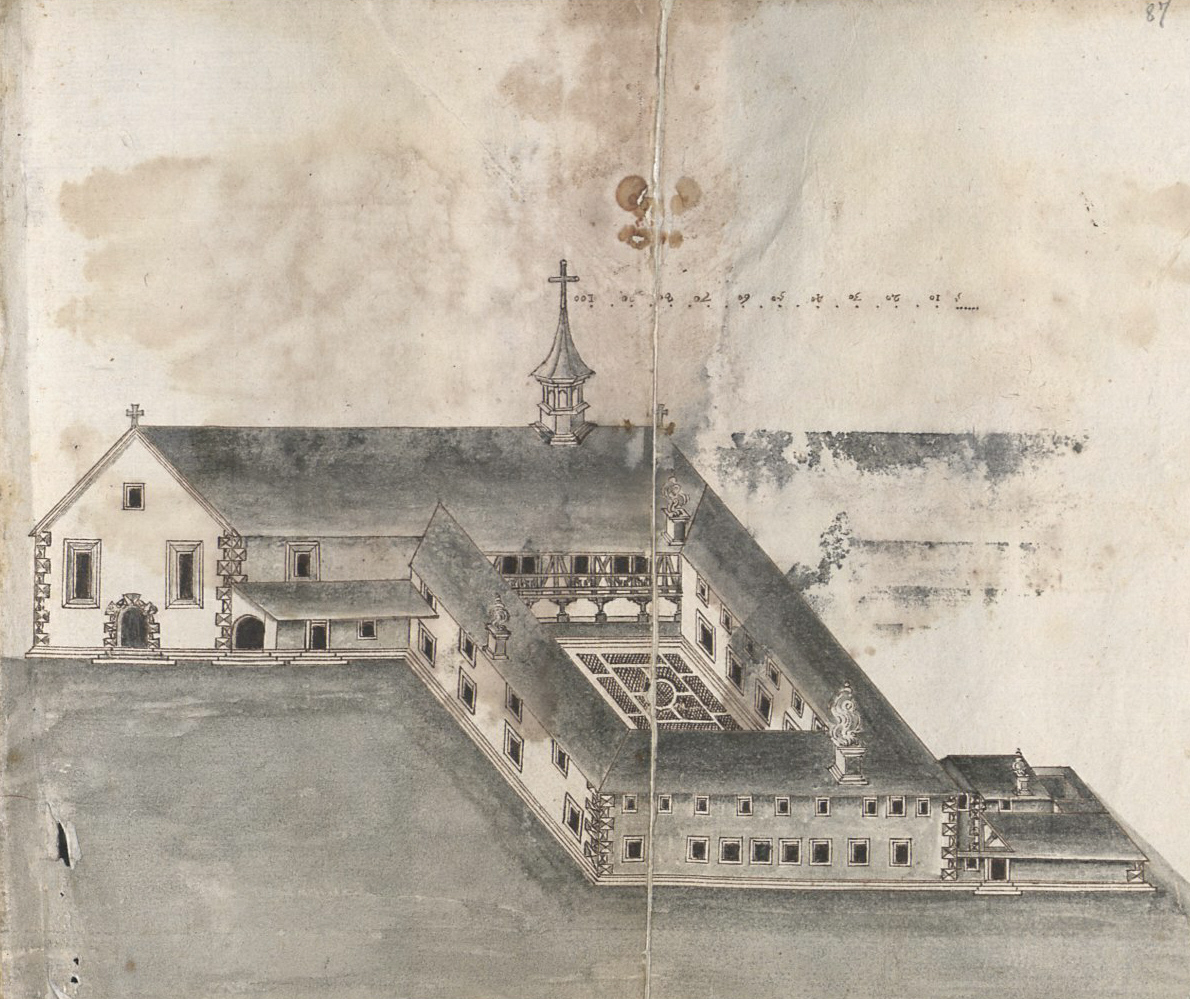
Musterentwurf für das Kloster aus der Handschrift Don 879 in der Württembergischen Landesbibliothek Stuttgart

Die flächendeckende Einrichtung von Kapuzinerklöstern in Vorderösterreich war ein Akt der Gegenreformation, der bereits nach dem Regierungsantritt Leopold V. begonnen wurde. Der Französische Krieg von 1633 bis 1648 und die darauf folgende französische Besatzung der Waldstädte bis zum 18. Oktober 1650 sorgte für eine Unterbrechung des Programmes, das unter Leopolds Sohn Ferdinand Karl wieder aufgenommen wurde. Unter der Maxime Glaube und Treue sollte der weitgehend von protestantischen Gebieten umgebene habsburgische Korridor konfessionell und ideologisch gefestigt werden. 1633 waren die Besatzungen der Waldstädte in großen Teilen zu den Schweden übergelaufen.
Für die Gründung reichte die Anordnung oder Erlaubnis des Landesherrn nicht aus. Zusätzlich forderten die kapuzinischen Konstitutionen die Zustimmung des jährlich an verschiedenen Orten tagenden Provinzkapitels beziehungsweise des Definitoriums, die Billigung des Diözesanbischofs, die Einwilligung des Generalministers und seines Definitoriums und zuletzt die Erlaubnis des Heiligen Stuhles.
Unter der Aufsicht des Basler Fürstbischofs Johann Franz von Schönau übernahm die Schweizer Kapuzinerprovinz die Planung, Errichtung und Besetzung der drei Klostergründungen in Rheinfelden, Laufenburg und Waldshut. In Säckingen waren bereits die Franziskanerinnen vertreten. Ein frommer Wetteifer, der Städte Laufenburg und Waldshut um die Schnelle der Errichtung, ist eine Fama. Priorität hatte aus organisatorischen Gründen das Kloster Rheinfelden, das deshalb bereits 1657 fertiggestellt wurde. Der vor 1668 begonnene und nach 1673 vollendete handschriftlicher Kodex aus der Fürstenbergischen Hofbibliothek Donaueschingen, der Codex Donaueschingen 879 dokumentiert das Schweizerisch-Österreichische Gemeinschaftsprojekt. Das Werk wird nach Schriftvergleichen dem aus Pfullendorf stammenden Ordensbaumeister Probus Heine zugeschrieben. Probus Heine war als Baumeister des Ordens auch für die Errichtung des Waldshuter Klosterkomplexes verantwortlich. Die wichtigsten Geldgeber und Förderer des Waldshuter Kapuzinerklosters waren Franz Ludwig von Roll (Bernau) und seine Frau Maria Agnes aus der Familie des 1643 verstorbenen Statthalters Marx Jakob von Schönau, mit 1000 Gulden. Weitere Stiftungen machten der Fürstabt von St. Blasien Franz I. Chullot, der Landgraf im Klettgau Johann Ludwig II. von Sulz und Bürger und Funktionsträger der Stadt. Der Rat der Stadt Waldshut unterstützte logistisch und durch die Abgabe von Naturalien. Für den Klosterbau in Waldshut wurden 4203 Gulden und 9 Batzen veranschlagt.
Die Planung geht auf das Jahr 1650 zurück. 1652 wurde das Gelände den Kapuzinern übereignet. Am 14. Juni 1654 erfolgte die Grundsteinlegung durch Franz I. Chullot. Gleichzeitig wurde ein Steinkreuz aufgerichtet. Der Baubeginn der Klausur folgte am 4. Oktober 1655. Die Weihung der Konventskirche wurde nach Romuald von Stockach am 7. September 1659 durch den Konstanzer Bischof Franz Johann Vogt von Altensumerau und Prasberg vorgenommen. Das Presbyterium wurde unter das Patronat des Hl. Antonius von Padua und die Laienkirche unter das Patronat der Beata Virgo Maria Immaculata gestellt.

### Wichtige Ereignisse
- 1654 Legung des Grundsteines und Errichtung des Kreuzes mit den Kreuzigungswerkzeugen.
- 1656 verstarb der Förderer des Klosters Johann Franz von Schönau kurz vor der Erhebung in die Kardinalswürde in Pruntrut an der Wassersucht. Der Fürstbischof verfügte testamentarisch eine Herzbestattung in einer silbernen Kapsel, die nach seinem Wunsch im Presbyterium des im Bau befindlichen Waldshuter Kapuzinerklosters einzumauern war.
- 1659 wurde das Kloster mit acht Patres, die überwiegend aus dem Rheinfelder Kapuzinerkloster abgezogen wurden, besetzt.
- 1664 richteten die Städte Rheinfelden, Laufenburg und Waldshut einen gemeinsamen Gesuch an Erzherzog Sigismund Franz zur Anbindung ihrer Kapuzinerklöster an eine eigene Vorderösterreichische Ordensprovinz, da man nicht von den „jeweils abhold gewesten Schweizern“ getröstet und geistlich versehen werden wollte.[4]
- 1668 spalteten sich die 27 vorderösterreichischen Klöster[5] am 16. April auf dem Provinzialkapitel der Schweizer Kapuzinerprovinz in Wyl ab und gründeten die Vorderösterreichische Kapuzinerprovinz.
- 1681 erteilte der vom Rat und den Bürgern eingeladene und begeistert aufgenommene Kapuziner Marco d’Aviano seinen Segen.[6]
- 1687 verfügte Johann Ludwig II. von Sulz ebenfalls seine Herzbestattung im Presbyterium.
- 1688 vermittelten die Kapuziner bei einem Einfall der Franzosen.
- 1697 wurde das Gymnasium, der Ausbildungsort der vorderösterreichischen Novizen, von Markdorf bis 1739 nach Waldshut verlegt.
- 1726 wurde der Fürbitte der Patres und der Geistlichkeit eine Eindämmung des Stadtbrandes, der 46 Häuser forderte, zugeschrieben. Auf ihre Gebete hin legte sich der Wind.
- 1746 wurde das im Erbfolgekrieg durch Franzosen und Bayern im Mitleidenschaft gezogene Kloster umfassend renoviert.
- 1754 wurde die Fideliskapelle erstmals erwähnt.
- 1758 ereignete sich ein Zwist mit der Stadt wegen der Einrichtung von Kreuzwegstationen in der Laienkirche.
- 1772 ließ Maria Theresia mit dem Hoferlass vom 20. März nur noch geborene Österreicher in Leitungsfunktionen des Ordens zu.
- 1781 vollzog der letzte Definitor der Vorderösterreichischen Kapuzinerprovinz, R.P. Reinhard von Waldshut die von Wien am 24. März angeordnete Abtrennung der fürstenbergischen Kapuzinerklöster.
- 1781 wurde die Aufnahme von Novizen mit dem Hofdekret vom 8. Juni untersagt.
- 1784 verwendete sich die Stadt angesichts der drohenden Aufhebung.
- 1788 wurde am 1. Februar das Almosensammeln, der Amulett- und Kräuterbüschelverkauf untersagt. Die Patres wurden durch den Religionsfonds alimentiert.
- 1796 griffen Rückzugsgefechte zwischen dem Tross der französischen Rheinarmee unter General Tharreau und österreichischer Verbände unter General Wolf auf das Kloster über.
- 1801 wurde das Kloster nach dem Entschädigungsplan gemäß der Frieden von Luneville und Amiens dem Johanniterorden übertragen.
- 1803 geschah die nochmalige Zuweisung an den Johanniterorden durch den Reichsdeputationshauptschluss.
- 1804 wurde die Laienkirche aufgrund eines Debakels beim Neubau von St. Marien bis 1808 im Schichtbetrieb als provisorische Stadtkirche genutzt.
- 1806 ging das Kloster am 12. Juli mit der Rheinbundakte vom souveränen Fürstentum Heitersheim an das Großherzogtum Baden über.
- 1807 erweiterte die großherzoglich badische Regierung den Aussterbeetat um ein Zuzugsverbot.
- 1809 starb R.P. Werner Fechtig von Rottenburg, Guardian von Waldshut und letzter Provinzial der Vorderösterreichischen Kapuzinerprovinz, am 12. November in Waldshut.
- 1814 wurde der Konventstrakt aufgrund eines Typhusausbruches innerhalb der Schwarzenbergischen Armee in ein Seuchenlazerett umgebaut und erhielt den Anbau einer zweistöckigen großen Latrinenanlage an der Westseite. Bis 1816 wurde der Konvent als Militärspital genutzt. Die Laienkirche diente als Materiallager.
- 1817 ordnete die großherzogliche Regierung die Umsiedlung der letzten drei Brüder in den Staufener Konvent an.
- 1820 starb der letzte Guardian von Waldshut P. Azarias.
- 1821 wurde das Waldshuter Kapuzinerkloster am 7. November nach dem Umzug des übrig gebliebenen Pater Sabinus in das Ordenshospiz nach Staufen im Breisgau und der Entbindung des letzten Laienbruders vom Gelübde aufgehoben.

### Aufgaben und Tätigkeiten des Konvents

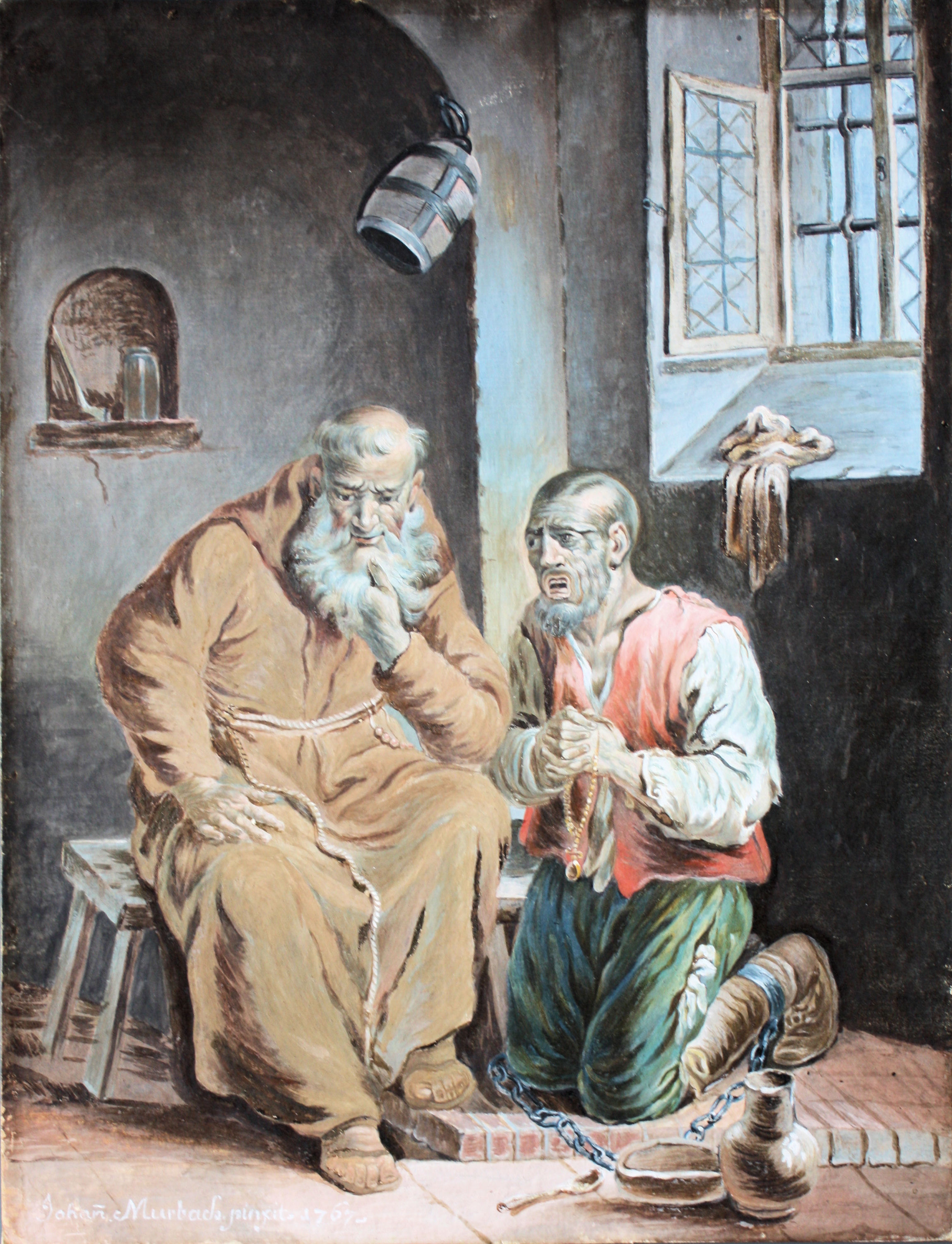
Johann Murbach: Kapuziner bei der Abnahme der Beichte, Gouache 1767

Die Kapuzinerpriester halfen zeitweilig innerhalb des Dekanats Waldshut aus. In den Statuten des Waldshuter Kapitels von 1749 sind sie jedoch nicht aufgeführt. Seelsorgerisch betreuten sie das Spital Waldshut und die Beschäftigten der Hammerwerke in Albbruck. Ab 1670 kam nach der Abschaffung des Pfarrzwanges die Abnahme der Beichte hinzu. In der Folge berichteten die vorderösterreichischen Kapuzinerklöster über jährlich bis zu 800 000 abgenommene Beichten. Die seelsorgerische Betreuung der Kranken und Sterbenden war nach dem Usus der Zeit fast ausschließlich den Kapuzinern anvertraut. Der damit verbundene Einfluss auf die Abfassung von Testamenten brachte ihnen wiederholt den Vorwurf der Erbschleicherei ein. Kapuziner nahmen sich in Gefängnissen in besonderer Weise Inhaftierter und Verurteilter an und begleiteten die zum Tode verurteilten auf ihrem letzten Gang. Heinrich von Kleist verarbeitete diese Aufgabe in der 20. Anekdote (vom Kapuziner) im 53. Abendblatt, vom 30. November 1810.
Ein weiterer Schwerpunkt lag in der Mission, die sich bis tief in die reformierten Kantone der Eidgenossenschaft erstreckte. Dies führte zu wiederholt Verhandlungen der Eidgenössischen Tagsatzung, so am Osterdienstag 1735 nach einer scharfen Predigt eines Waldshuter Kapuziners. Wiederholt wurden in der Eidgenossenschaft auffällig gewordene Kapuziner der Schweizer Kapuzinerprovinz nach Waldshut versetzt. Ein Bruder des Zürcher reformierten Predigers Johann Kaspar Lavater suchte noch 1777 das Waldshuter Kapuzinerkloster mit Konversionsabsichten auf.
Aufgrund eines nicht näher bezeichneten Skandals wurde das Gymnasium zur Novizenausbildung in der Vorderösterreichischen Kapuzinerprovinz zwischen 1697 und 1739 von Markdorf nach Waldshut verlegt.
Im Auftrag des Waldshuter Kirchenfonds buken die Laienbrüder Hostien. Der letzte Laienbruder Sidonius Fuchs beantragte am 22. September 1822 den Dispens vom Ordensgelübde und verlegte sich mit seiner Gattin erfolgreich auf die Hostienbäckerei.
Zur Beliebtheit der Kapuziner im Volk trug der Verkauf von diversen Klosterarbeiten wie Skapulieren und Kreuzen, Kräuterbuschen bei. Die Kapuziner verstanden sich als professionelle Exorzisten, auch wenn man darüber anders denken und spotten kann. In der lokalen Volkssage vom Schatz und Spuk im Schlosse Homburg tritt ein Waldshuter Kapuziner auf.
Bei öffentlichen Anlässen, wie 1770 bei der Feierlichen Übersetzung der kaiserlich-königlichen-auch-herzoglich-österreichischen höchsten Leichen traten die Kapuziner mit ihrem Tragekreuz auf. Der Kapuzinerprediger Marco d’Aviano wurde durch den Rat anlässlich seiner Durchreise von Konstanz über Stein nach Baden 1681 eingeladen und erteilte der Stadt seinen Segen. Die Kapuzinerlektoren unterrichteten Konvertiten. Die öffentliche Taufe des durch den Pater Lektor unterrichteten Juden Aron aus Temeswar mit Paten aus dem lokalen Adel am 27. Mai 1767 war im Zeitalter der Aufklärung bereits ein anachronistisch einzustufendes Ereignis.
Der Kapuzinerorden erwarb sich große Verdienste bei der Versorgung der Pestkranken in den Epidemien des 16. und frühen 17. Jahrhunderts. Krankenseelsorge und Krankenpflege gingen ineinander über. Eine Hilfestellung der Waldshuter Kapuziner bei Seuchenausbrüchen und eine Tätigkeit im nahen Leprosenhaus sind anzunehmen.

### Wirtschaftliche Situation
Nach den Konstitutionen nutzten die Brüder lediglich die Gebäude, die formal im Besitz des Landesherrn blieben. Das Kloster wurde bei seiner Gründung mit 2 Jauchert und 37 Ruten Grundbesitz ausgestattet. Im Gegenzug für seelsorgerische oder pflegerische Tätigkeiten erhielt das Kloster Almosen in Naturalien, die bisweilen kapitalisiert wurden. Das Kloster, das trotz der Lage selbst keinen Weinbau betrieb, erhielt so vom Spitalfond jährlich zwei Saum Wein und weitere vier Saum von der Pfarrei. Diese lieferte auch weitere Naturalien wie das Getreide zum Hostienbacken. Die Stadt übernahm nach der Stadtrechnung von 1731 bis 32 die Kosten für Wachs und Öl und kapitalisierte die Freimahlzeiten der Brüder an Fronleichnam und an den Kirchweihen mit zwölf Gulden. Weitere Einnahmen brachten die Übernahme von Pfründen und die Industrieseelsorge in Albbruck. Hinzu kamen zahlreiche Stiftungen. Die Freiherrlich Roll’sche Stiftung für das Kapuzinerkloster Waldshut war ab 1809 Gegenstand von langjährigen Auseinandersetzungen der Regierung des Großherzogtums Baden mit dem Kanton Aargau, die nach einer Reihe von Vergleichen 1819 beendet wurden.
Nach Möglichkeit wurden Gegenstände des täglichen Bedarfs selbst gefertigt oder mit andern Klöstern der Provinz getauscht. Tuch und Stoffe wurden so aus der Weberei des Kapuzinerklosters Rheinfelden bezogen.

### Entwicklung und Ende der Klostergemeinschaft

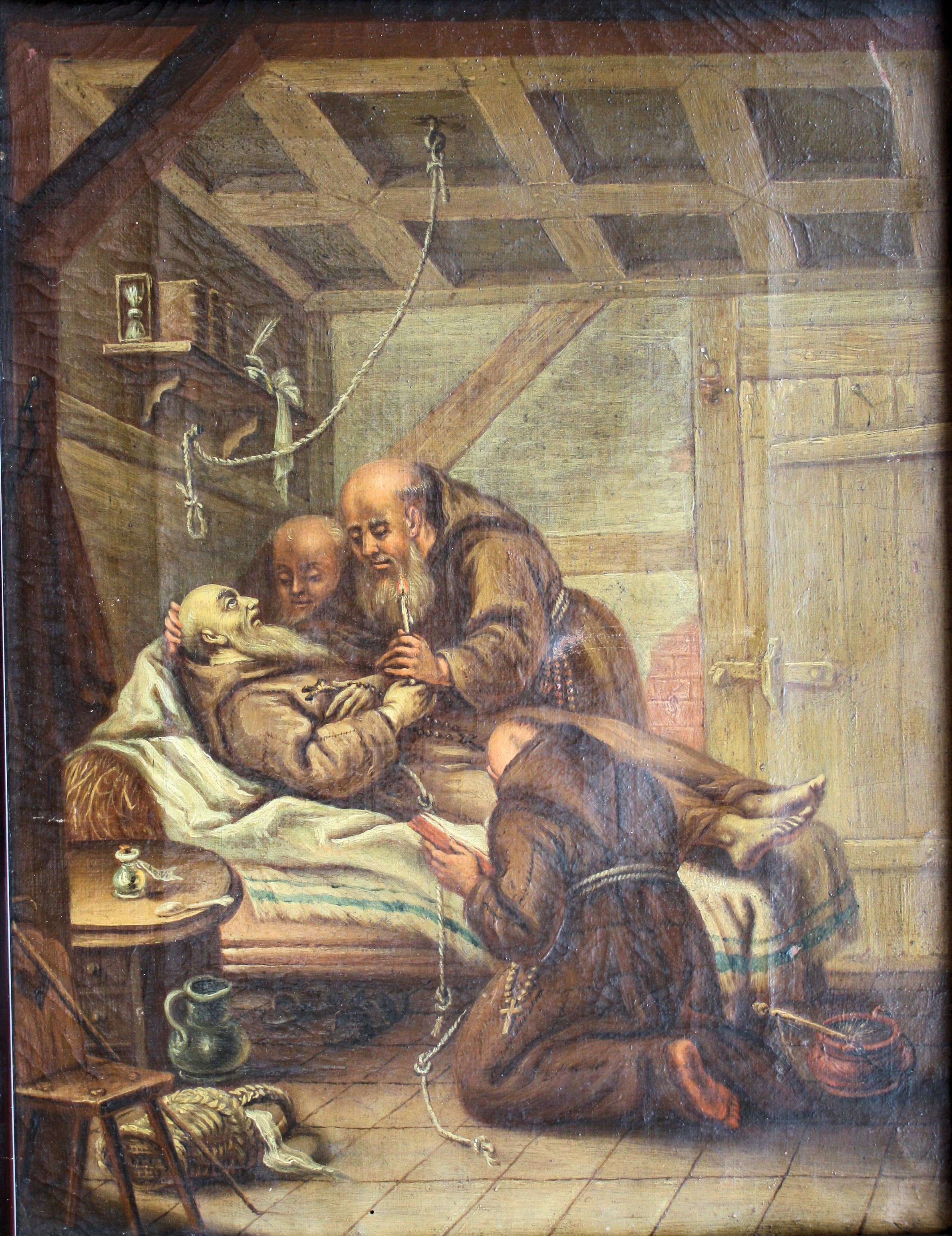
Bonaventura von Andelfingen: Gedenkbild auf den Tod des Paters Floubert am 7. September 1781

Die Kapuzinergemeinschaften setzten sich aus drei Gruppen zusammen: Die studierten Kleriker, die im Gymnasium ausgebildeten Patres und die unausgebildeten Fratres. Ihr Verhältnis betrug in der Vorderösterreichischen Kapuzinerprovinz zwischen 1681 und 1821 in etwa 1 : 4 : 2. Nach den der Architectura Capuzinorum bot das Kloster Platz für 22 Brüder. Es zeigte sich jedoch bald, dass die Klosterbauten zu eng angelegt waren. Die tatsächliche Zahl der Brüder dürfte bis in die 1780er Jahre zwanzig nicht überschritten haben. Zur Zeit der Maximalstärke der Vorderösterreichischen Kapuzinerprovinz lebten 646 Kapuziner in 35 Klöstern.
Nach dem Verbot der Novizenaufnahme von 1781 war eine Auffüllung nur noch durch Zuzüge möglich. Bekannt ist die Aufnahme von zwei elsässischen Ordensbrüdern zur Zeit der Französischen Revolution. Bruder Ignatius aus Laufenburg wurde aufgrund seiner antireformatorischen Predigten nach Waldshut versetzt. Nach der Aufhebung des Kapuzinerklosters Laufenburg folgte ihm 1802 der aus Säckingen stammende Exprovinzial P. Azarias nach Waldshut. Erst 1801 wurde die Novizenaufnahme unter eingeschränkten Bedingungen wieder erlaubt. Diese Einschränkungen wurden während der Zugehörigkeit zum Fürstentum Heitersheim zwischen 1802 und 1805 ganz ausgesetzt, so dass die Aufnahme des letzten Laienbruders Sidonius Fuchs (1775–1861) noch möglich war. Im Mai 1804 zog der letzte Guardian des Kapuzinerklosters Rheinfelden P. Reginald Fendrich bis zu seinem Tod 1811 zu. Zur Zeit der Nutzung des Klosters als Seuchen- und Militärspital von 1814 bis 1816 kamen die verbliebenen vier Brüder Azarias, Reinhard, Alexander und Sabinus im Pfarrhaus unter. Der Sabinus, der letzte Waldshuter Kapuziner, zog im Herbst 1821 in das Auffanghospiz des Ordens nach Staufen um, wo er 1822 verstarb.

### Kapuziner und Salpeterer
Im zweiten Viertel des 18. Jahrhunderts kam es erneut zu erheblichen Unruhen unter den Eingeborenen der Grafschaft Hauenstein. Die Unruhen gipfelten 1745 in der Belagerung der Stadt Waldshut durch die unruhigen Hauensteiner unter der Anführung des Hans Wasmer, genannt „Gaudihans“. Der Aufmarsch der Salpeterer und der Sturm des Gaudihans auf das untere Tor fanden unmittelbar vor den Klostermauern statt. Inwieweit das außerhalb der Stadtmauern stehende Kloster in die Auseinandersetzungen involviert wurde, ist nicht bekannt.
Bei der langwierigen Mission der Hauensteiner erzielten die Kapuziner von Waldshut und ihre Nachfolger noch bis zum Ende des 19. Jahrhunderts keine durchgreifenden Erfolge. Sie boten den verurteilten Rädelsführern oft vergeblich die Beichte an und begleiteten die Deportationszüge der Hauensteiner. Letztlich blieb es den Kapuzinern nur übrig, ihr Bedauern über die Ignoranz dieser armen und verblendeten Menschen auszudrücken.

### Das Kloster in Kriegszeiten
Zu Beginn des Pfälzischen Erbfolgekrieges brachen am 10. Dezember 1688 200 Reiter und 500 Infanteristen der französischen Festung Hüningen zu einer militärischen Exkursion nach Waldshut auf. Die vorgewarnten Bürger und die Besatzung hatten sich rechtzeitig vor der Ankunft der Franzosen am 22. Dezember über den Rhein abgesetzt und überließen den Kapuzinern die Unterhandlungen. Tatsächlich erzielten die Kapuziner bei ihren Verhandlungen mit dem Befehlshaber François-Joseph Comte de Clermont-Tonnerre einen vorteilhaften Abschluss, der aber vom Kommandanten in Hüningen nicht akzeptiert wurde. Generell standen die Kapuziner schon im Dreißigjährigen Krieg bei Schweden und Franzosen in hohem Ansehen und wurden in der Regel respektvoll behandelt. Auf Bitte und Kniefall der Kapuziners beendete Marschall Crequy 1678 die bereits begonnene Niederbrennung und Plünderung des Damenstifts und der Stadt Säckingen.
Im Österreichischen Erbfolgekrieg und in den Revolutionskriegen wurde das Kloster geräumt und den durchziehenden Truppen als Kaserne zur Verfügung gestellt. Am 18. Juli 1796 wird eine Abteilung der französischen Rheinarmee unter dem Generaladjutanten Marie-Charles-Henry Perrin (1769–1804) vor dem Kloster mit einem Freiheitsbaum empfangen. Beim Rückzug der Franzosen am 4. Oktober 1796 hoben die Karaczay’schen Chevauxlegers unter dem Kommando des Obersten Graf Maximilian Friedrich von Merveldt 170 französische Infanteristen, die im Kloster und der Stadt kaserniert waren, nach einem Schusswechsel aus. Am folgenden 19. Oktober überfiel das Giulay’sche Freikorps unterhalb des Klosters die Nachhut des aus Bayern zurückkehrenden französischen Trosses. Erst der Einschlag einer französischen Kanonenkugel in die Mauer des Klosters beendete das Gefecht in dem 50 Franzosen fielen.
Während einer Typhusepidemie zum Ende der Napoleonischen Kriege 1814 wurde das Kloster bis 1816 als Seuchenlazarett und Militärspital genutzt. Bei der Epidemie starben 165 Soldaten und 60 Bürger. Die Laienkirche und das Presbyterium wurden in dieser Zeit als Magazin genutzt. Den letzten vier Brüder wurde nur noch die Nutzung des Oratoriums zugestanden.

### Säkularisation und Aufhebung

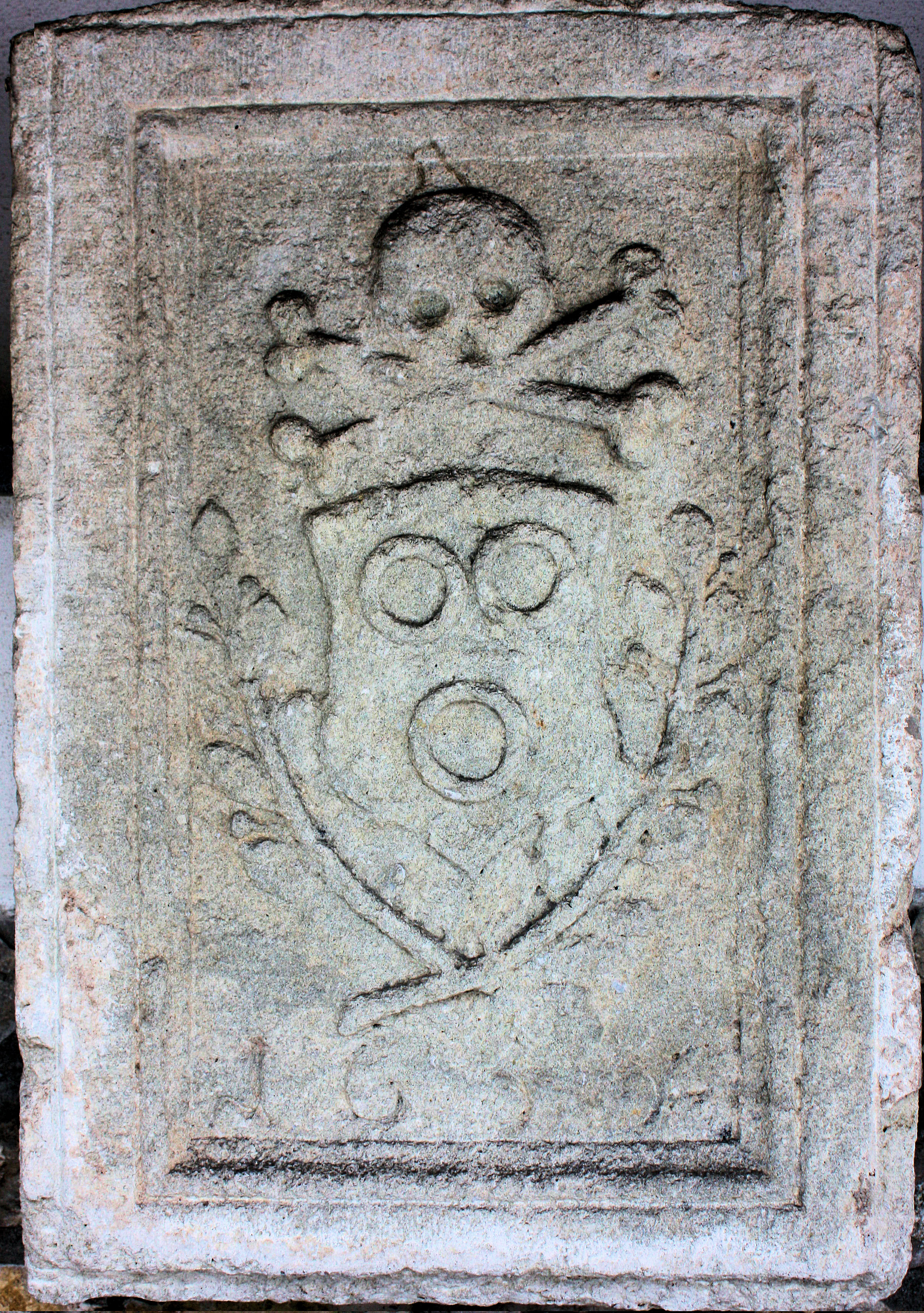
Kardiotaph des Johann Franz von Schönau auf dem Gottesacker in Waldshut

Der lange Prozess der Säkularisation des Klosters wurde im Juni 1781 durch das Verbot der Novizenaufnahme (Aussterbeetat) aus Wien eingeleitet. Zusätzlich drohten Schließungen durch Zusammenlegungen. Nach wiederholten Eingaben der Stadt Waldshut beantragte die Freiburger Regierung 1785 im Kapuzinerkloster Waldshut 13 Priester und 3 Laienbrüder zur Aushilfe in der Seelsorge zu belassen. Unter Franz II. wurde die Novizenaufnahme ab 1801 wieder erlaubt. Die personell und wirtschaftlich ausgebluteten Kapuzinerklöster Österreichs erlangten jedoch nur noch sporadisch Zugänge.
In den Bestimmungen des Friedens von Lunéville und des Friedens von Amiens wurde das Kapuzinerkloster Waldshut dem Souveränen Ritter- und Hospitalorden vom heiligen Johannes von Jerusalem von Rhodos und von Malta aus Ausgleich für verlorenen linksrheinischen Besitz zugesprochen. Die provisorische Zivilbesitznahme durch den Ordenskanzler Ittner aus Heitersheim erfolgte am 15. November 1802, fünf Monate vor der formalen Inbesitznahme des Breisgaus durch den Herzog Ercole III. von Modena im März 1803. Aufgrund der Bestimmungen des Frieden von Pressburg fiel das Kloster mit der Mediatisierung des Fürstentums Heitersheim an das Großherzogtum Baden, das es erneut auf den Aussterbeetat setzte. Der letzte amtierende Provinzial der Provinz Werner Fechtig verstarb 1809 in Waldshut. Der letzte Guardian von Waldshut P. Azarias verstarb 1820. Nach der Umsiedelung des letzten Kapuzinerfraters in das Zentralhospiz des Ordens in Staufen und der Entbindung des letzten Laienbruders vom Gelübde wurde das Kloster nach einer letzten zeremoniellen Handlung am 7. November 1821 endgültig aufgehoben. Am 19. Dezember 1821 wurden die Kirchengerätschaften öffentlich in Waldshut versteigert.

### Untergang der Vorderösterreichischen Kapuzinerprovinz
Im Sog der Säkularisierungsbewegungen entwickelte sich das Kapuzinerkloster Waldshut kurzfristig zu einem der letzten Reservate der niedergehenden Vorderösterreichischen Ordensprovinz, deren letzte Führungsspitze in Waldshut verstarb. Die Gründe hierfür liegen in der guten lokalen Vernetzung des Klosters. Trotz der politischen Unterstützung überlebte sich die Klostergemeinschaft zum Ende, da sie in der Rosenkranz- und Kalvarienbergbewegung des 17. Jahrhunderts verhaftet blieb und in den letzten Jahren in einen Dissens mit den reformorientierten nationalkatholischen Priestern des Dekanats geriet, die den Orden zuletzt als eine „Schmarotzerpflanze der Klerisey“ ansahen. Sie ebneten dem letzten Laienbruder mit Genugtuung den Weg in die bürgerliche Gesellschaft.

### Letzte Ruhestätte der Kapuziner

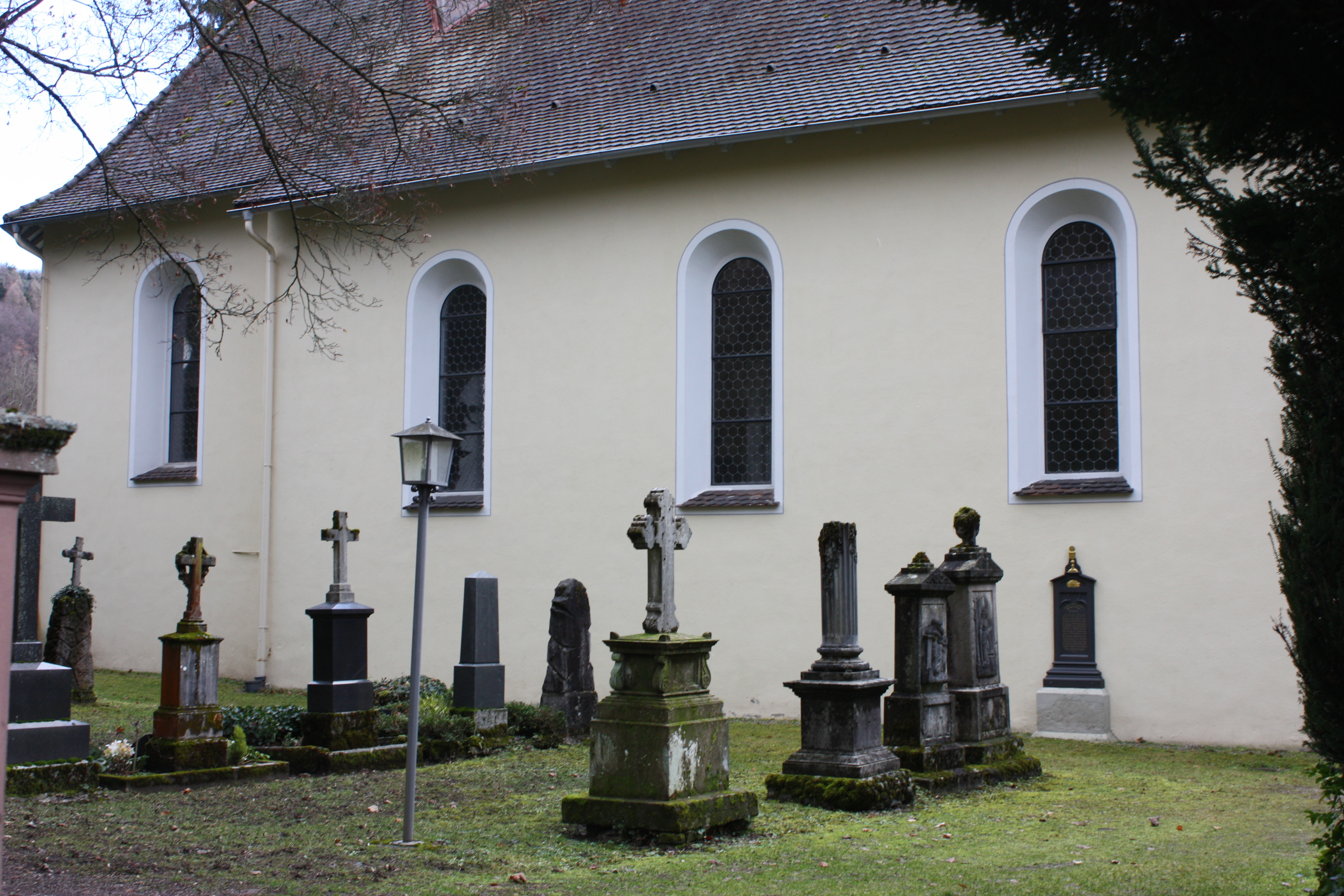
Die letzte Ruhestätte der Kapuziner auf dem Gottesacker Waldshut

Die ersten 28 Bestattungen der Ordensbrüder erfolgten von 1658 bis 1733 in der alten Gruft. Ab 1733 erfolgten weitere 16 Bestattungen in der neuen Gruft unter der Fideliskapelle. Aufgrund der josefinischen Bestattungsgesetze wurden die ab 1786 verstorbenen Brüder aufgrund der Friedhofspflicht auf dem Gottesacker bestattet.
Der mit der Profanierung des Kapuzinerklosters Waldshut beauftragte Kaplan der Gottesackerkapelle Achill Beck, ein ehemaliger Ordensgeistlicher des 1811 ebenfalls aufgehobenen Franziskanerklosters Überlingen legte 1822 nahe der Nordwand der Gottesackerkapelle eine Begräbnisstätte an, in die die Gebeine der Kapuziner aus der alten Gruft und dem unter der Fideliskapelle gelegenen Ossuarium transferiert wurden. 1825 erhielt Beck die von Frey-Herosé ausgebrochenen Kardiotaphe, die Herzkapseln und das Epitaph des Fürstbischofs von Basel. Achill Beck vermauerte die Kapseln in der Kapellenwand und befestigte davor das marmorne Epitaph des Fürstbischofs. Achill Beck selbst wurde nach seinem Tod neben der Gedenkstätte bestattet. Von der Gedenkstätte hat sich in Waldshut lediglich der Kardiotaph des Fürstbischofes, der nach vorübergehender Verbringung in das Kapelleninnere heute an der Friedhofsmauer aufgestellt ist, erhalten.

### Spätere und heutige Nutzung des Gebäudes

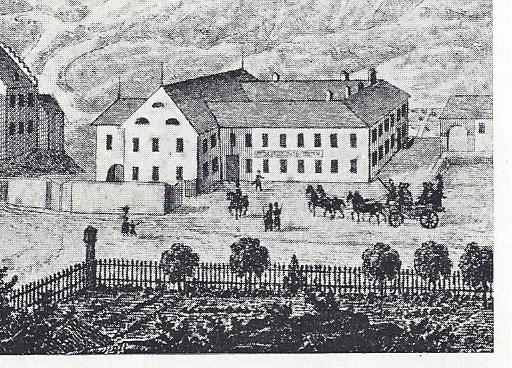
Der 1836 eröffnete Rheinhof im ehemaligen Kapuzinerkloster Waldshut

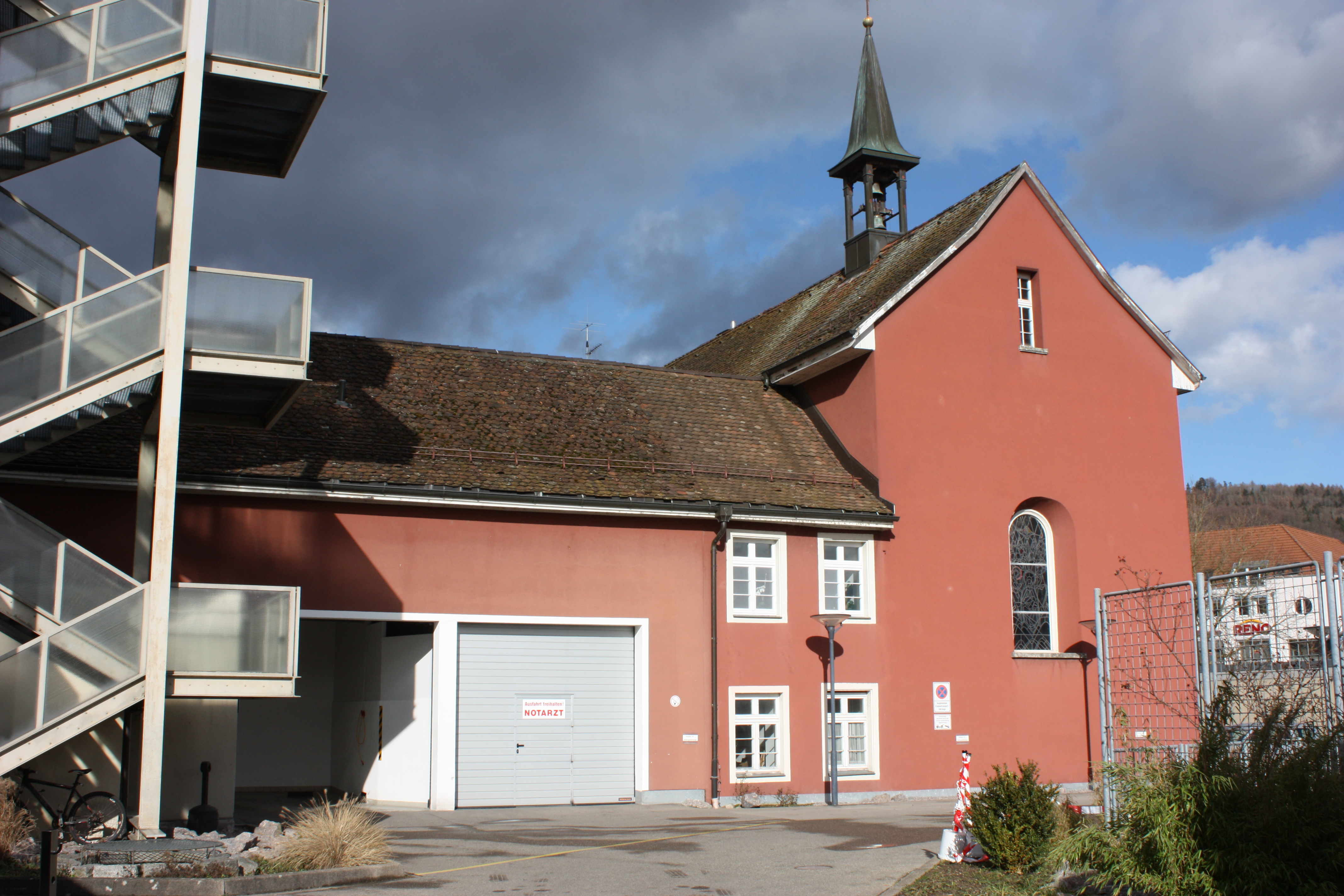
Kapuzinerkloster Waldshut Südflügel in heutiger Nutzung

Die Klosteranlage kam 1824 in den Besitz des Aarauer Industriellen Daniel Frey, der in den Gebäuden eine Chemische Fabrik zur Erzeugung von Vitriolöl einrichtete. Sein Sohn Friedrich Frey-Herosé leitete als technischer Direktor der Fabriken in Aarau und Waldshut die Umbauarbeiten, die erhebliche substanzielle Eingriffe zur Folge hatten. Am 21. Juni 1825 erschien Frey-Herosé unangemeldet im Pfarrhaus bei Pfarrer Joseph Benedikt Sohm und ließ die aus der Wand des Presbyteriums ausgebrochenen Kardiotaphe des Fürstbischofs von Basel und des Landgrafen von Sulz samt der entnommenen Herzkapseln abladen.
Die Errichtung einer Chemischen Fabrik zur Erzeugung von Schwefelsäure innerhalb des Großherzogtums Baden war eine industrielle Pionierleistung. Die Gründe für das Scheitern des Projektes sind nicht bekannt. Die Zollschranken, die vor Ort erst 1837 aufgelösten Zunftverbände und eine sich in Südbaden erst viel später entwickelnde Industrie waren bekannte Widerstände. Da sich der Zweitstandort Waldshut für Frey-Herosé mittelfristig nicht rentierte, veräußerte er 1834 den Gebäudekomplex an den Gastronomen Josef Hierlinger, der ihn bis 1836 zur Gaststätte und Hotel Rheinhof umbaute. Die ehemalige Laienkirche wurde von dem Gastronom zum Stall umgebaut. Eine lithografische Ansicht von Godefroy Engelmann aus den 1840er Jahren zeigt die baulichen Veränderungen, die bis heute die Fassade bestimmen. In der Fideliskapelle und der Laienkirche wurde ein Obergeschoss eingezogen. Die Kirchenfenster und die Fenster des Klostertraktes erhielten einheitliche mittlere Größen. Die Giebelkreuze wurden durch Blitzableiter ersetzt und der Dachreiter entfernt. Der Eingangskorridor, die Latrinenanlage aus der napoleonischen Zeit und die Umfassungsmauer wurden vollständig abgetragen.
1857 wurde der Rheinhof vom Spitalfond erworben, der nach zweijähriger Umbauzeit in dem Gebäudekomplex 1859 das erste Waldshuter Krankenhaus eröffnete. Die noch heute bestehende alte Krankenhauskapelle mit Rundbogenfenstern und erneuertem Dachreiter wurde 1861 in den ehemaligen Kapitelstube eingebaut. Das ebenso eingewölbte Presbyterium ist im Erdgeschoss nur im Eingangsbereich angeschnitten. Auf der Empore hat es die alte Ausdehnung. Die 1862 konsekrierte Kapelle steht unter dem Patrozinium des Hl. Vinzenz von Paul.
Die Erweiterungen des Spital Waldshut im 20. Jahrhundert führten zu immer weiteren Nutzungen und Änderungen. Anfang der 1975 Jahren wurde ein Abriss diskutiert. Nach erneuten Umbauten ist der ehemalige Klosterkomplex seit 1985 aufgeteilt und wird vermietet. In der ehemaligen Laienkirche wurde im Erdgeschoss eine Apotheke eingerichtet. In der ehemaligen Klosterküche findet sich heute der Aufenthaltsraum der Notaufnahme mit Teeküche. Im ehemaligen Refektorium stehen der Rettungswagen und der Notarztwagen. In den übrigen Gebäudeteilen sind Arztpraxen und ein Medizinisches Versorgungszentrum in Trägerschaft den Spitals untergebracht. Die Kapelle wurde renoviert, im Geschmack des ausgehenden 20. Jahrhunderts ausgestattet und als zweite Krankenhauskapelle beibehalten.

## Die Klosterbibliothek

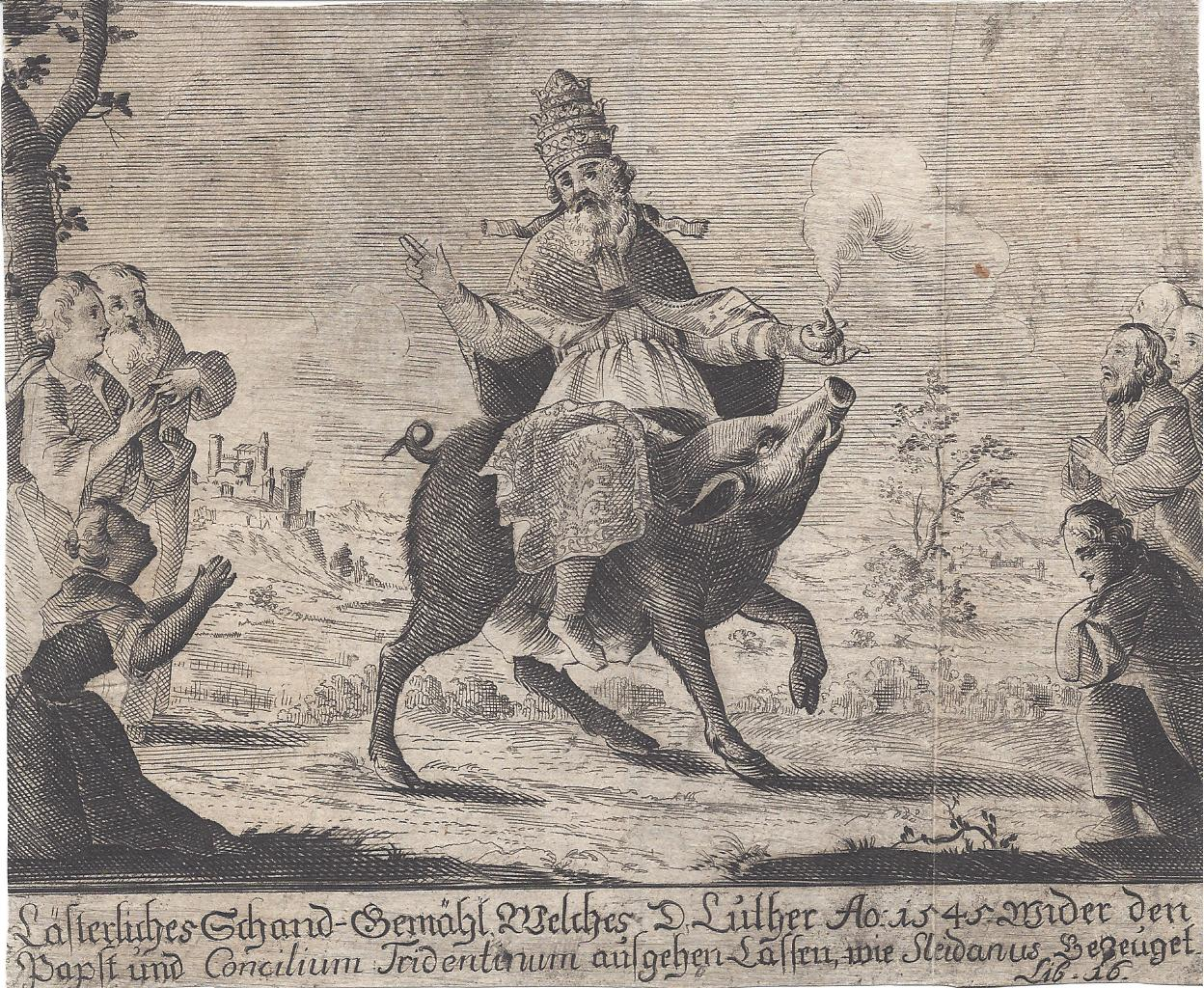
Johann Nikolaus Weislinger: Antireformatorische Illustration aus Friss Vogel oder stirb, 1726

### Aufbau des Buchbestandes
Nach Romuald von Stockach soll der spätere Freisinger Domherr Franz Joseph Anton von Roll (1653–1717) die Klosterbibliothek aufgebaut haben. Auf einen Bestand an Wiegendrucken verweist eine Basler Ausgabe des Chronicon des Antoninus (Florentinus) von 1491 mit einem Besitzvermerk des Klosters im Katalog der Erzdiözese Rottenburg-Stuttgart. Auf Buchgaben aus dem Besitz des letzten klettgauer Landgrafen von Sulz kann aus einem Vermerk von Joseph Bader geschlossen werden, der aus Eintragungen im Willkommbuch der Küssaburg mit einem Besitzeintrag des Kapuzinerklosters Waldshut zitiert. Mit Testament vom 17. Dezember 1730 vermachte der Propst von Wolfegg und frühere Stadtpfarrer von Donaueschingen Johann Theodericus Straubhaar seine Bibliothek dem Kapuzinerkloster seiner Heimatstadt Waldshut.

### Bibliothekskatalog von 1747
Anlässlich der Klosterrenovierung von 1746 wurde im Folgejahr ein Katalog der gedruckten Bestände des Klosters erstellt. Der Bestand umfasste danach 2200 Titel unterschiedlicher Formate in 19 Abteilungen. Zu den hervorzuhebenden Titeln gehören eine Lyoner Holbeinbibel sowie das Glückbuch mit den Illustrationen des Petrarcameisters (Augsburg 1539). Der überwiegende Teil umfasste theologische Titel in lateinischer und deutscher Sprache. Die Auflistungen sind nach den Vornamen der Autoren geordnet: Bibeln (57 Titel), Kommentare (104 Titel), Kirchenväter (56 Titel), Moralisches (139 Titel), Streitschriften (16 Titel), Historische Werke (195 Titel), Spirituelle Werke (499 Titel), Lehrbücher (44 Titel), Kanonische Schriften (27 Titel), Zivile Literatur (16 Titel), Vermischtes (59 Titel), Philosophie (30 Titel), Rituelle Schriften (36 Titel), Französische Bücher (14 Titel), Italienische Bücher (105 Titel), Katechismen (14 Titel), Auslegungen der Regeln (8 Titel). Wie allgemein für Kapuzinerbibliotheken der Zeit festzustellen ist, handelte es sich um eine antireformatorisch ausgerichtete Fachbibliothek mit zahlreichen Kontroversschriften. Volkstümliche Autoren wie Abraham a Sancta Clara und Johann Nikolaus Weislinger waren jeweils mit mehreren Titeln vertreten. Eigene Einbände des Waldshuter Kapuzinerklosters sind in der Literatur nicht bekannt. Mitteleuropäische Kapuzinerklöster dieser Epoche bevorzugten braune Ledereinbände mit wenigen Bünden und ein bis zwei Blindstempeln.

### Auflösung der Bibliothek
Die Bibliothek wurde nach der Aufhebung des Klosters ab 1822 veräußert. Die drei Verkaufslisten der Bücher von 1822 beinhalten überwiegend Drucktitel des 17. und 18. Jahrhunderts. Aus dem Vermerk Baders kann geschlossen werden, dass die bedeutenderen Werke vorab an die Hofbibliothek in Karlsruhe abgegeben wurden. Nach den Bestimmungen des Reichsdeputationshauptschlusses von 1803 erhielt die Hofbibliothek in Karlsruhe das Recht der ersten Auswahl aus den Kloster- und Stiftsbibliotheken. Die nicht gewünschten Bücher wurden den Universitätsbibliotheken Freiburg und Heidelberg angeboten. Die Übernahme der säkularisierten Kapuzinerbibliothek Waldshut 1822 erfolgte in der Endphase der Übereignungen.

## Künstlerische Ausstattung und Kirchengeräte
Die frühbarocke Ausstattung des Klosters war den Regeln der Kapuziner gemäß zweckdienlich und bescheiden gehalten. Gespart wurde jedoch weniger an der künstlerischen Ausstattung als an den verwendeten Materialien. Kelche aus Kapuzinerkirchen bestehen aus unedlen Metallen und wurden mit Gravuren anstatt Treibarbeiten und Edelsteinen verziert. Anstatt vergoldeter Garnituren wurden Messkännchen aus Glas oder gebranntem Ton benutzt.

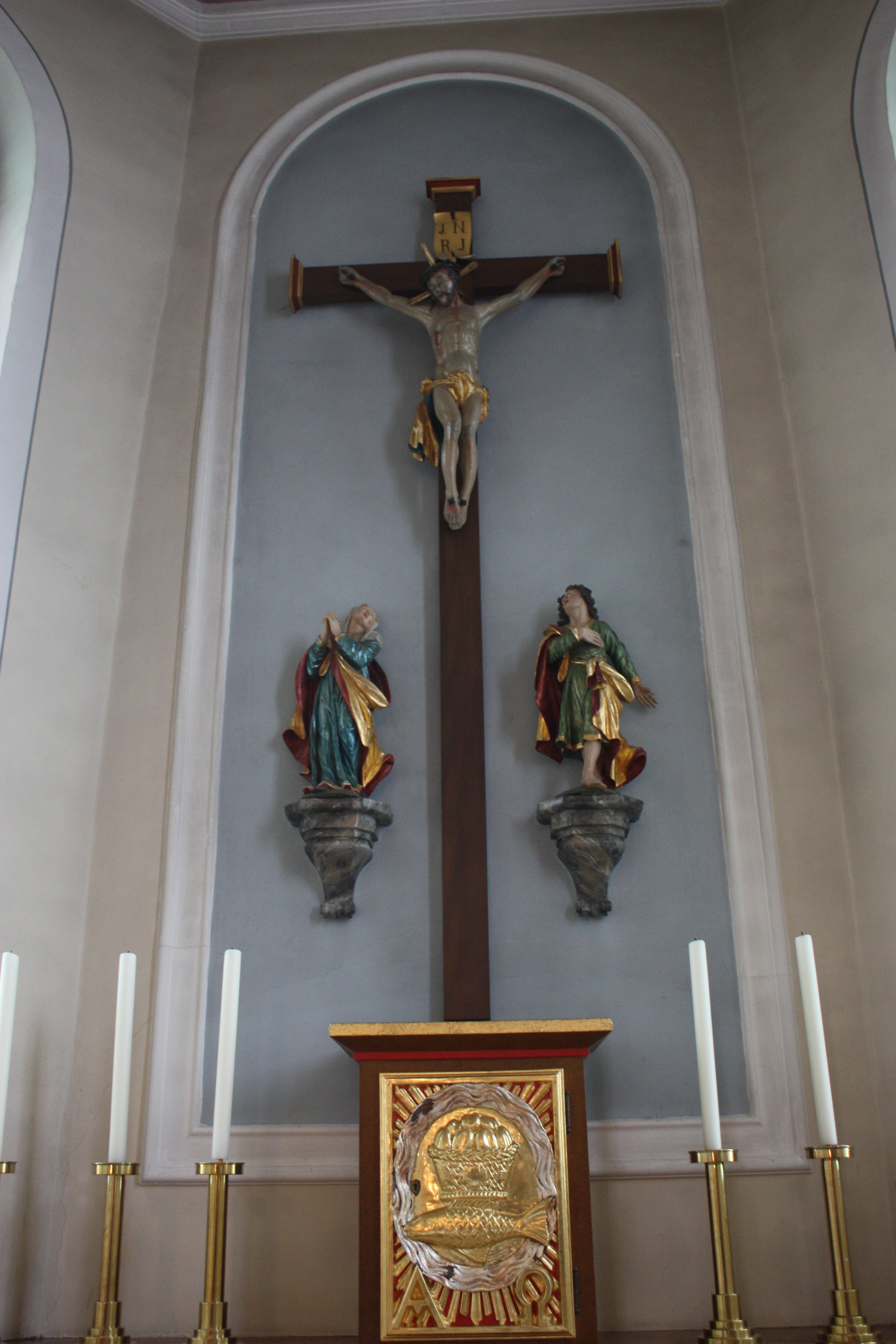
Kreuzigungsgruppe mit dem Kreuz der Väter Kapuziner, heute in St. Martin in Küssaberg-Kadelburg

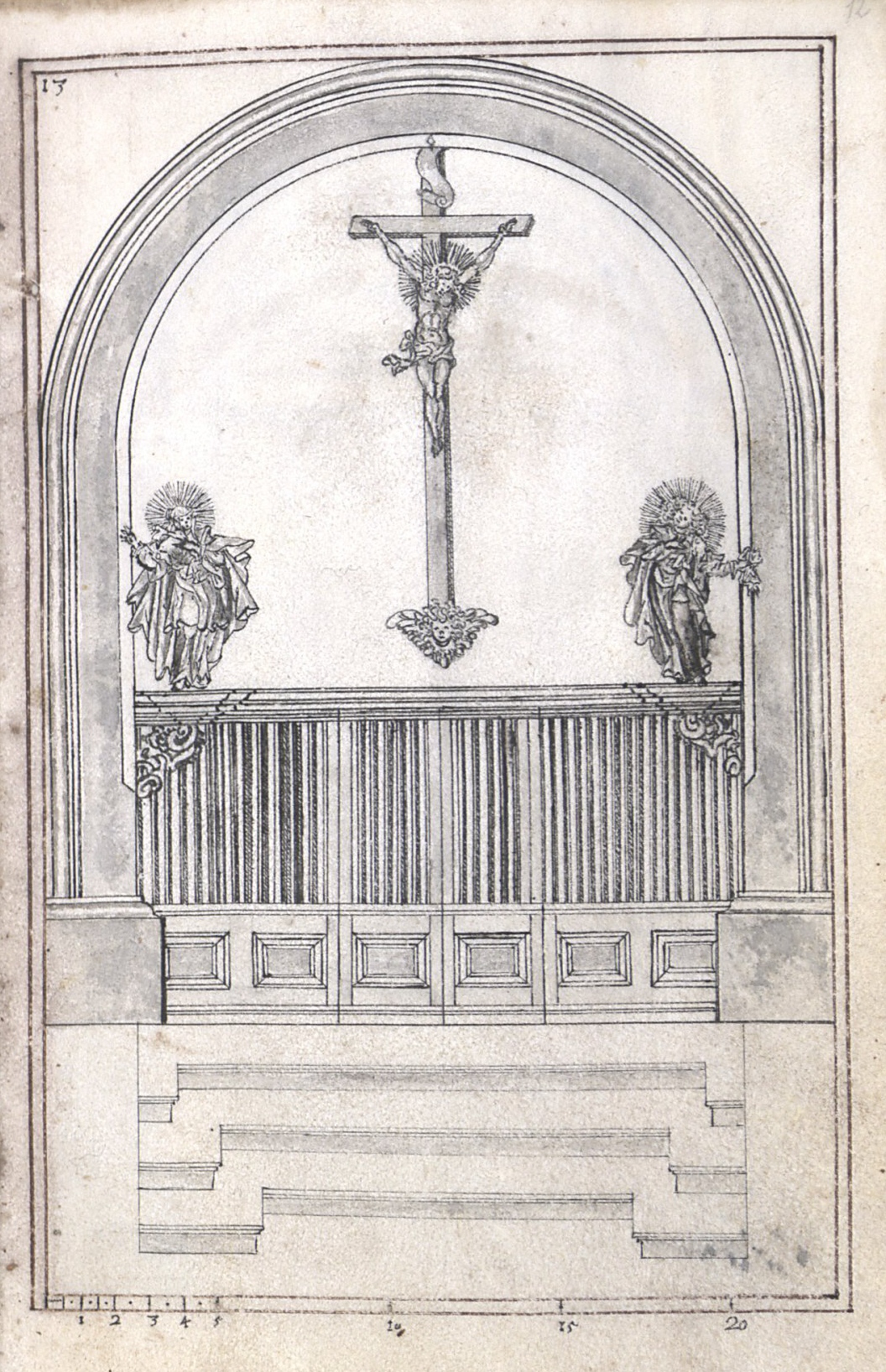
Kapuzinerkloster Waldshut: Entwurf für das hölzerne Chorgitter

### Geläut und Sonnenuhr
Die kapuzinischen Bauvorschriften im 6. Kapitel der Konstitution erlaubten lediglich die Verwendung einer einzigen kleinen Glocke mit einem Maximalgewicht von 150 Pfund. Dafür genügte ein kleiner achteckiger Dachreiter. Die 148 Pfund schwere Glocke des Waldshuter Kapuzinerklosters, 1731 vermutlich in der Gießerei der Waldshuter Familie Grieshaber gefertigt, mit den Bildnissen des gekreuzigten Heilands und Maria Empfängnis über der Umschrift S. Antonius Pater Capucinorum. wurde auf der Versteigerung vom 19. Dezember 1821 von der Gemeinde Kadelburg für die neu errichtete Pfarrkirche St. Martin erworben. Sie ging bei einer Metallkonfiskation nach der Vierten Verordnung vom 4. März 1940 zur Erfassung von Nichteisenmetallen verloren. Sie ist nicht unter den aus Hamburg nach dem Krieg zurückgeführten Glocken der Region aufgelistet. Es befinden sich 2024 zwei neuere (?) Glocken im Dachreiter.
Üblicherweise war bei Kapuzinerklöstern der Provinz an der Südwand des Kirchenschiffes eine Sonnenuhr zur Zeitanzeige angebracht. Sie hat sich in Waldshut nicht erhalten.

### Ausstattung der Laienkirche
Die Gemeinde Kadelburg erwarb 1821 für ihren Kirchenneubau nicht nur das Geläut, sondern auch wichtige Teile des Skulpturenprogramms des Kapuzinerklosters Waldshut sowie dessen Taufstein. Das Kreuz der Väter Kapuziner ist heute als Kreuzigungsgruppe mit erneuerten Balken über dem Altar der Kirche St. Martin in Kadelburg flankiert von den Statuen der Mutter Maria und des Jüngers Johannes angebracht. Der ursprüngliche Standort über dem Chorgitter zwischen Laienkirche und Psallierchor und die ehemalige Anordnung ergeben sich aus Blatt 13 der Architectura Capucinorum im Codex Don. 879. Bei Marin Gerbert findet sich die Angabe, dass die Väter Kapuziner das Kreuz bei feierlichen Anlässen mitführten.
Der schlichte achteckige Taufstein aus Sandstein mit erneuertem Fuß in St. Martin wird durch einen oktogonalen mit dem IHS einlegten Deckel verschlossen. Der originale Deckel ist eine typische Arbeit der Waldshuter Feinlein-Werkstätte aus den 1680er Jahren. Lediglich das Schlüsselblech stammt aus den 1820er Jahren.
St. Martin in Kadelburg wurde in den letzten Jahrzehnten mehrfach umgebaut und unter Substanzverlust schlichter gestaltet.

### Ausstattung der Fideliskapelle
Über die Ausstattung der Fideliskapelle kann leider nur spekuliert werden. Vorstellbar wäre wie in Rheinfelden ein Altarblatt mit einer Apotheose des Hl. Fidelis. Möglich wäre auch eine zentrale Skulptur.
Zu dieser These findet sich eine in den 1820er Jahren gewaltsam zu einer Antoniusskulptur umgearbeitete und verkürzte Fidelisstatue in einer Ecke von Mariä Himmelfahrt in Tiengen.

### Fresken
Blatt 12 der Architectura capuciorum im Cod. Don. 879 zeigt die Chorwand zwischen Laienkirche und Presbyterium, deren oberer Abschnitt chorseitig mit einem Kreuzigungsmotiv mit Engeln, die das Blut der Wundmale auffangen sowie Heiligendarstellungen ausgemalt ist.
Anlässlich der Renovation von 1746 wurde von dem eigenwilligen Rorschacher Wanderfreskanten Johann Melchior Eggmann eine illusionistische Marienkrönung gefertigt, eine Thematik, die zum Ende des österreichischen Erbfolgekrieges durchaus als politisches Signal zu verstehen ist. Die Fresken fielen den ersten Umbauarbeiten zum Opfer. Eine erneute (heute übertünchte) farbintensive Ausmalung der Krankenhauskapelle in dem mit der Kapitelstube vereinigten Presbyterium erfolgte 1928 durch den örtlichen Kirchenmaler Karl Bertsche.

### Die Herzbestattungen
Die 1825 durch Pfarrer Sohm entnommene innere silberne Herzkapsel des Landgrafen von Sulz wird im Klettgau Museum Tiengen gezeigt. Der aus weißem Marmor gefertigte Kardiotaph des Johann Ludwig II. von Sulz befindet sich nach mehreren Umsetzungen ebenfalls in Tiengen. Der Kardiotaph des Fürstbischofs von Basel ist am Eingang des Waldshuter Gottesackers aufgestellt. Das bei Romuald beschriebene Epitaph des Fürstbischofs Johann Franz von Schönau dessen Inschrift mit der Zeile Heu Viator begann und mit dem Chronodistichon: Manes aD Cor LoqVI (1656) auslief, ist verschollen. Da auf dem Epitaph in der ersten Zeile mit Viator ein Reisender angesprochen wurde, ist zu folgern, dass das Epitaph außerhalb der Klausur in der Laienkirche aufgestellt war. Aus der Formulierung im Testament des Landgrafen von Sulz geht hervor, dass die Herzurnen in den Wänden des Presbyteriums oberhalb des Altares eingelassen wurden.

## Beschreibung

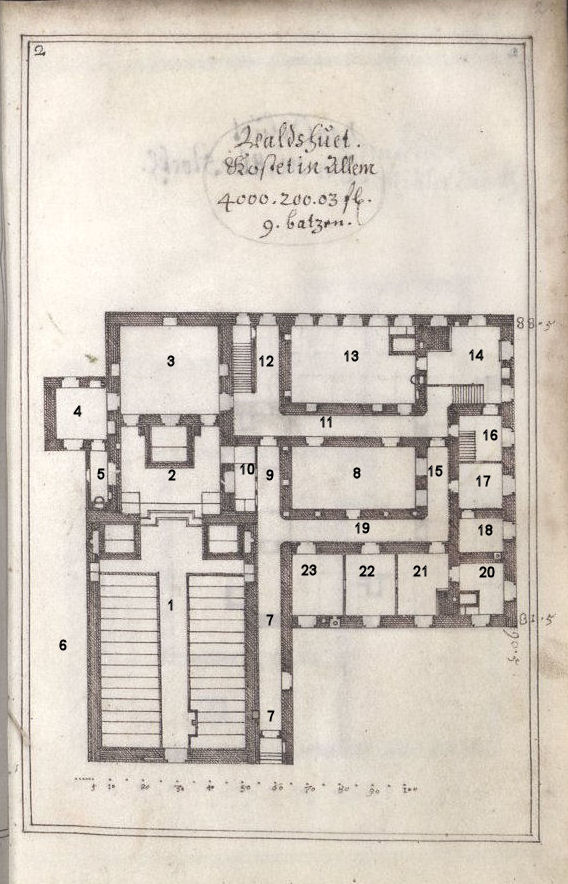
Lageplan des Erdgeschosses aus der Architectura Capucinorum, um 1656

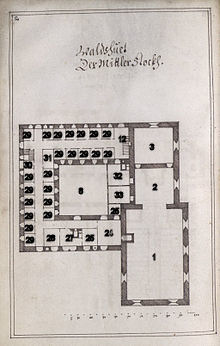
Seitenverkehrter Lageplan des Mittelgeschosses aus der Architectura Capucinorum, um 1656

### Außenanlage
Das Klostergelände lag vor dem Unteren Tor und grenzte an den Stadtgraben. Der Gemarkungsplan von Waldshut, erstellt 1775 durch den Geometer Johann Hühnerwadel, zeigt das Gelände in der Form eines Drachenviereck mit Ausziehung nach Südwest. Es war an der Nordseite von der Heerstraße, im Osten vom Stadtgraben, im Süden von der Rheinhalde und im Westen von einer Grünfläche begrenzt. Der nach Aufhebung erstellte Aufriss des Stadtbaumeisters Sebastian Fritschi zeigt das von einer Mauer umgebene Gelände mit nur wenigen Metern Abstand zum Klosterkomplex. Ein kleiner Vorhof gab die Nordfassade und die Eingänge zur Laienkirche und zum Korridor des Konventsgebäudes frei. Innerhalb der Mauern lagen im Uhrzeigersinn im Osten ein kleiner Baumgarten, auf der Höhe des Chores des Presbyteriums der Begräbnisplatz der Kapuziner. Der spitz zulaufende Streifen entlang der Rheinhalde diente als Kräuter- und Heilpflanzengarten. Im Süden schlossen sich der Wirtschaftshof und im Norden die Zufahrt zum Konvent an, die durch ein Tor im Nordwesten erreichbar waren. Am Übergang vom Garten zum Wirtschaftshof stand ein Brunnen mit zwei Trögen.

### Laienkirche, Psallierchor und Presbyterium
Der Kirchentyp folgt dem venetisch-tirolischen Schema der zeitgenössischen Kapuzinerkirchen.
Ausgehend von den bauzeitlichen Plänen für das Waldshuter Kloster in der Architectura Capucinorum stand die rechteckige Laienkirche (1) im Nordosten der Anlage. In dem kleinen ihr südlich angebauten rechteckigen Gebäudetrakt mit zwei Kreuzgewölben folgten der durch das Chorgitter unter dem Transversalbogen abgetrennte Presbyterium (2) und nach Süden der Psallierchor (3). Der Psallierchor und das Presbyterium waren durch zwei während der Handlungen verschlossene Fenster und eine Trülle verbunden. Die beiden Fenster ermöglichten Beichte und Kommunion. Durch die Trülle wurden die aus liturgischen Gründen benötigten Mittel Wein, Wasser und Brot ausgetauscht. Konventsseitig ermöglichte ein oben gelegenes Fenster, den Einblick in die Laienkirche. Die Kanzel der Laienkirche wurde über die im Obergeschoss des Konventstrakts gelegene Bibliothek (24) erreicht. Nach Osten waren dem Psallierchor und dem Presbyterium eine kleine Sakristei (4) und ein Gang mit einem Wandbecken (5) angebaut. Auf der Westseite des Presbyteriums befand sich das Oratorium (10).

### Fideliskapelle
1729 wurde der als Erstlingsmärtyrer des Kapuzinerordens angesehene Feldkircher Gurdian Fidelis selig- und am 29. Juni 1746 von Papst Benedikt XIV. zusammen mit Kamillus von Lellis heiliggesprochen. Ein besonderer örtlicher Bezug ergab sich daraus, dass der Waldshuter Valerius Bürgi (1577–1635) ein Mitschüler des hl. Fidelis und Zeuge in dessen Seligsprechungsprozess war. Zum Gedenken des Martyriums in der Schweiz wurde die 1754 erstmals erwähnte Fideliskapelle (6) an die Ostmauer der Laienkirche im rechten Winkel angebaut. Der Bau entstand nach der Heiligsprechung von 1746. Da die Fideliskapellen in Laufenburg und Rheinfelden im September 1750 geweiht wurden, ist auch für Waldshut eine zeitgleiche Fertigstellung anzunehmen.
Unter der Fideliskapelle wurde wie im Kapuzinerkloster Rheinfelden und im Kapuzinerkloster Laufenburg eine Gemeinschaftsgruft angelegt. Üblicherweise wurde derartige Kapuzinergrüfte als flachtonnengewölbte Säale mit seitlichen Columbarien in drei oder vier Zonen angelegt. Diese boten Platz für bis zu 60 Bestattungen.

### Konventstrakt
Der vierflügelige Konventstrakt, das Quadrum, westlich der Kirchen wurde durch den Eingangskorridor (7) erschlossen. Der verschmälerte Ostflügel (9) beinhaltete das Oratorium (10) mit Fenster zum Psallierchor. Klosterhofseitig (8) war eine halboffene Galerie (9) angelegt. Über eine Tür zur Klausur gelangte man in die geschlossene Galerie (11) des Südflügels, die das Treppenhaus (12), das heizbare Refektorium der Brüder (13) und die Klosterküche (14) erschloss. Im wieder außerhalb der Klausur gelegenen Westflügel lag eine wiederum geschlossene Galerie (15), die zum Waschraum (17) und dahintergelegenen Loca secreta (18) führte. Die davorgelegene über die Küche erreichbare Speisekammer war über ein zweites Treppenhaus (16), mit der Fruchtschütte und dem Keller verbunden. Im Nördlichen Querflügel, der wiederum durch eine halboffene Galerie (19) außerhalb der Klausur erschlossen wurde, lagen westlich das mit einem Ofen versehene Pilgerzimmer (20), der Speiseraum für Arme und Bedürftige (21), ein Besucher- oder Beichtzimmer (22) und das Sprechzimmer (23).
Im Obergeschoss des Quadrums befanden sich die Bibliothek (24) mit Zugang zur Kanzel der Laienkirche, ein kleiner Raum als Durchgang zur Infimeria (25), die Foresteria (Besucherzimmer) (26),(27) und (28) für Gäste und für die Visitatoren, das Domitorium mit zweiundzwanzig Einzelzellen, die nur die Sicht auf Garten und Innenhof freigaben (29), das Wäschezimmer (30), die Schneiderei (31), die Infirmeria mit Kranken- (32) und Sterbezimmer(33), von denen aus Sehschlitze eine Sichtverbindung zum Altar ermöglichten.

### Heutige Anlage
Bedingt durch die medizinische Nutzung durch das im Westen angebaute Spital – mittlerweile Bestandteil des Klinikum Hochrhein mit einer Apotheke im Erdgeschoss – ist der Gebäudekomplex von Zufahrten und einem Hubschrauberlandeplatz umgeben. Die historisch inkorrekte farbliche Gestaltung setzt den Gebäudekomplex von dem Bau des neuen Spitalgebäudes ab. An die klösterliche Nutzung sollen ein viereckiger Dachreiter mit zwei Glocken und eine Gedenktafel über dem zurückgesetzten Eingang des ehemaligen Konventstrakts erinnern.